# Пэн, Антуан
Антуа́н Пэн, Песн, Пен (фр. Antoine Pesne; 23 мая 1683, Париж, Королевство Франция — 5 августа 1757, Берлин, Королевство Пруссия) — французский и немецкий живописец-портретист, один из наиболее значимых представителей фридерицианского рококо. С 1711 года придворный художник трёх прусских королей: Фридриха I, Фридриха Вильгельма I и Фридриха II; с 1722 года директор Прусской академии художеств и механических наук.

## Биография
Будущий придворный художник обучался у отца Жана и двоюродного деда Шарля де Лафосса, придворного художника короля Людовика XIV и директора Королевской академии живописи и скульптуры в Париже. Стипендия от академии позволила Антуану Пэну в 1705—1710 годах пройти обучение в Венеции, Неаполе и Риме.
В Риме ему удалось на несколько лет привлечь итальянского художника Андреа Челести в качестве учителя. Там же, в Риме, Антуан Пэн женился на Урсуле-Анне Дюбюссон, дочери художника-флориста Жана Батиста Гайо Дюбюссона.
В 1710 году король Пруссии Фридрих I пригласил молодого Пэна на должность придворного художника в Берлин. Пэн переехал с женой и её семьей в Берлин, где был официально назначен придворным живописцем, сменив на этом посту голландца Августина Тервестена, который скончался 6 мая 1711 года.
Пэн сохранил свою должность при дворе и при Фридрихе Вильгельме I, но экономный «король-солдат» сократил содержание художника вдвое. В 1715 году Антуан Пэн отправился в Дессау для учёбы, а в 1718 году впервые посетил Дрезден, где написал картину «Самсон и Далила» для представления в Королевскую академию живописи и скульптуры в Париже. В 1720 году Антуан Пэн стал членом академии. В 1722 году он был назначен директором Прусской королевской академии искусств в Берлине и в этом качестве в 1723 и 1724 годах посетил Париж и Лондон.
С 1736 по 1740 год Антуан Пэн жил в Райнсберге при дворе наследного принца Фридриха, ценителя французского искусства и страстного коллекционера картин Антуана Ватто. Он поддержал француза Пэна в надежде, что тот напишет для него картины в стиле Ватто. Пэн стал желанным гостем за круглым столом Фредерика. В Райнсберге в период с 1738 по 1740 год он написал множество портретов и создал несколько плафонных росписей на аллегорически-мифологические сюжеты. Здесь же началось его плодотворное сотрудничество с архитектором Георгом Венцеслаусом фон Кнобельсдорфом, который обучался у него в Берлинской академии искусств в начале 1730-х годов. После восшествия на престол король Фридрих поручил обоим мастерам расширить дворец Шарлоттенбург, построить дворец Сан-Суси в Потсдаме и перестроить Потсдамский городской дворец в стиле фридерицианского рококо.
В 1746 году Пэн получил в подарок от короля имение по адресу Обервалльштрассе, 3 в Берлине и материалы для строительства дома. Художник прожил там до конца своей жизни. В 145-ю годовщину смерти Пэна город Берлин принял решение установить бронзовую мемориальную доску, чтобы «увековечить память о придворном художнике Фридриха Великого». На мемориальной доске была надпись: «Здесь жил в последние годы своей жизни / королевский придворный художник / Антуан Песне / родился 23 мая 1683 года, умер 5 августа 1757 года. / В память о нем / город Берлин 1901 год». Дом не сохранился, он был разрушен во время Второй мировой войны.
По поручению графа Густава Адольфа фон Готтера около 1747 года Антуан Пэн работал над проектом замка Мольсдорф (Тюрингия), после чего его художественное творчество в основном было завершено. Лишь в 1754 году Пэн взялся за кисть и создал знаменитый автопортрет с двумя дочерьми.
Антуан Пэн, служивший придворным художником трёх прусских королей, умер 5 августа 1757 года и был похоронен на следующий день в склепе Немецкого собора (Deutschen Domes) на площади Жандарменмаркт в Берлине рядом с архитектором Кнобельсдорфом. В связи с реставрационными работами в соборе останки Пэна и Кнобельсдорфа в 1881 году были перезахоронены на кладбище I Иерусалимской и Новой церковной общины в Халлешес-Тор в берлинском районе Кройцберг. Первоначальный могильный комплекс с мраморной плитой и путти был либо уничтожен бомбардировками во время Второй мировой войны, либо утрачен во время строительных работ по переносу Блюхерштрассе. Ныне о художнике напоминает лишь неукрашенный надгробный камень на могиле, принадлежащей городу Берлину, возле входа на кладбище на Цоссенерштрассе. До 2014 года захоронение считалась почётной могилой города Берлина.
В 1983 году в Новом дворце и «Римских купальнях» в Потсдаме-Сан-Суси, а также в Берлине прошла масштабная выставка, посвященная 300-летию Антуана Пэна.
Наряду с современниками — архитектором Георгом Венцеслаусом фон Кнобельсдорфом и скульптором Иоганном Августом Налем Старшим — Антуан Пэн относится к наиболее значимым представителям историко-регионального стиля фридерицианского, или прусского, рококо.

## Галерея

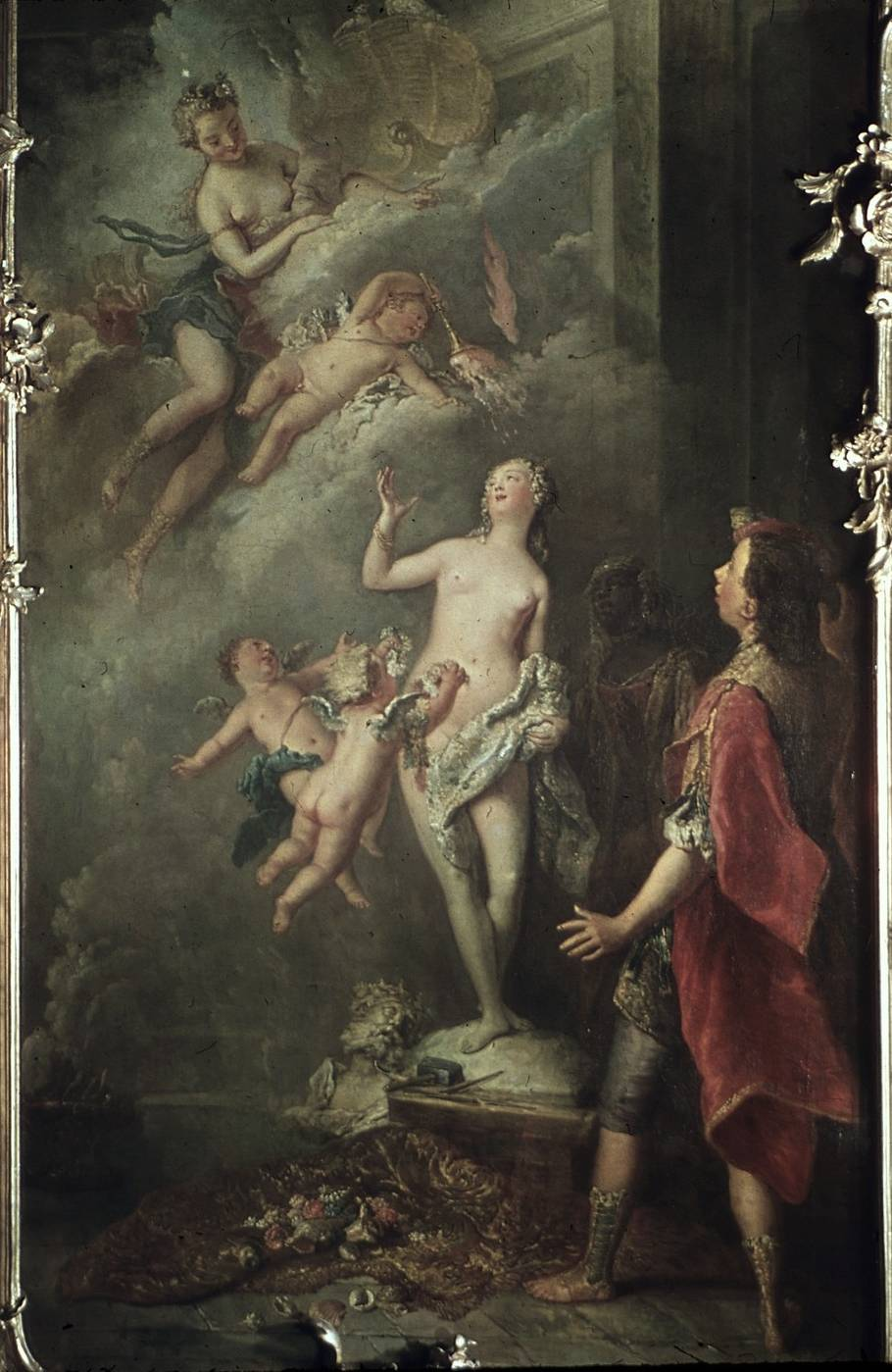
Пигмалион и Галатея. 1747. Дерево, масло. Дворец Сан-Суси, Потсдам
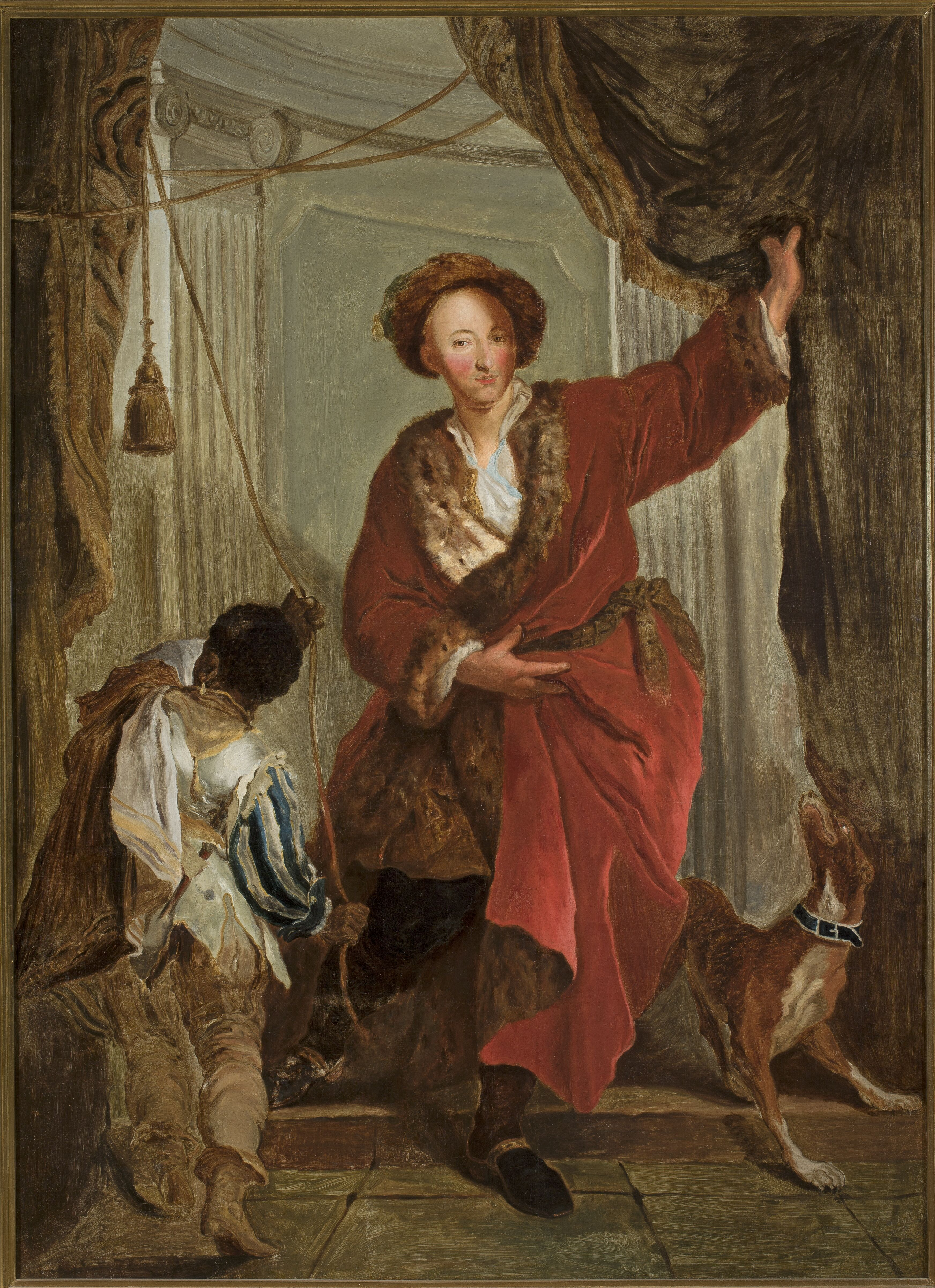
Портрет Фридриха Эрнста фон Книфаузена. Ок. 1707. Холст, масло. Национальный музей, Варшава
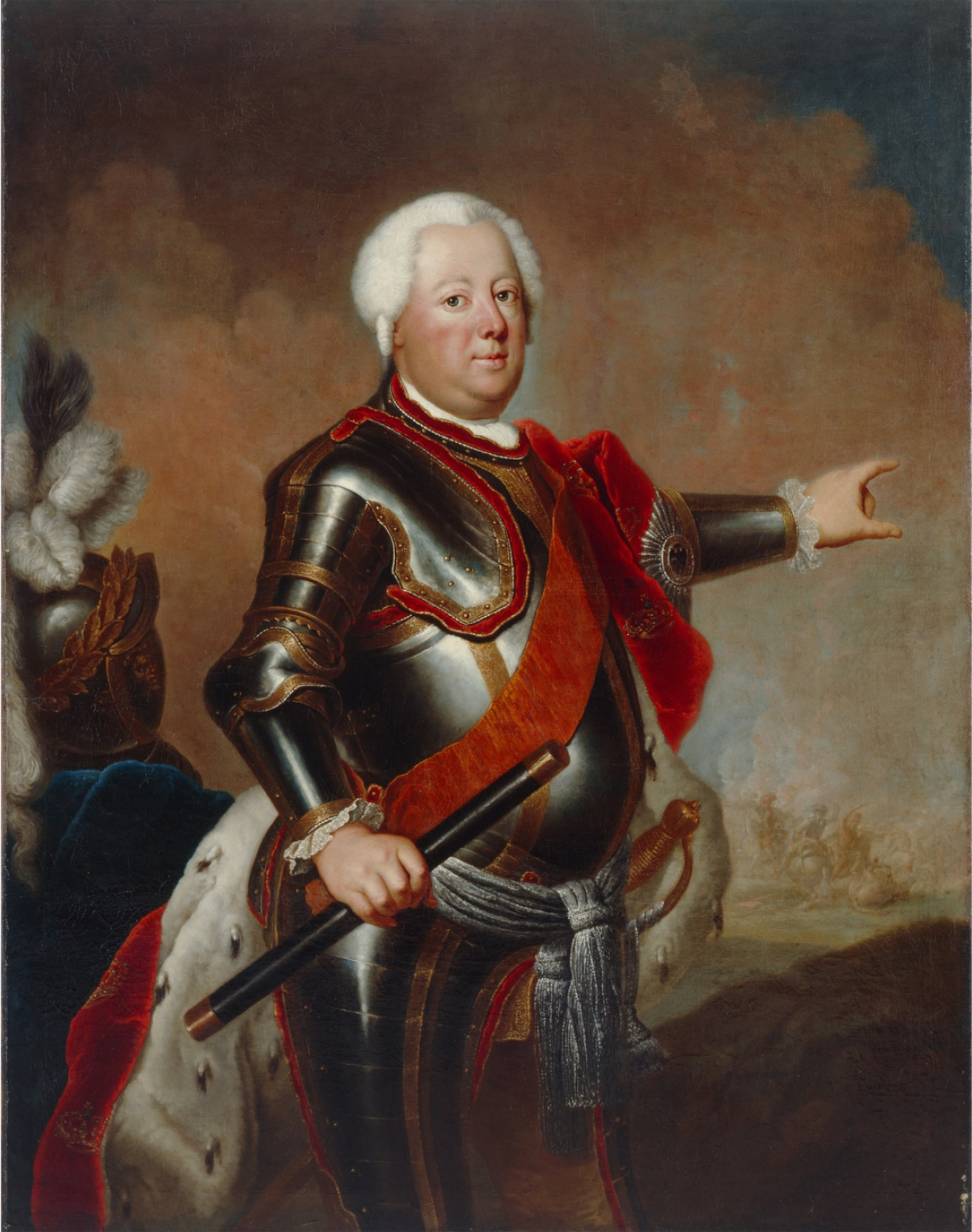
Фридрих Вильгельм I. После 1733. Холст, масло. Немецкий исторический музей, Берлин
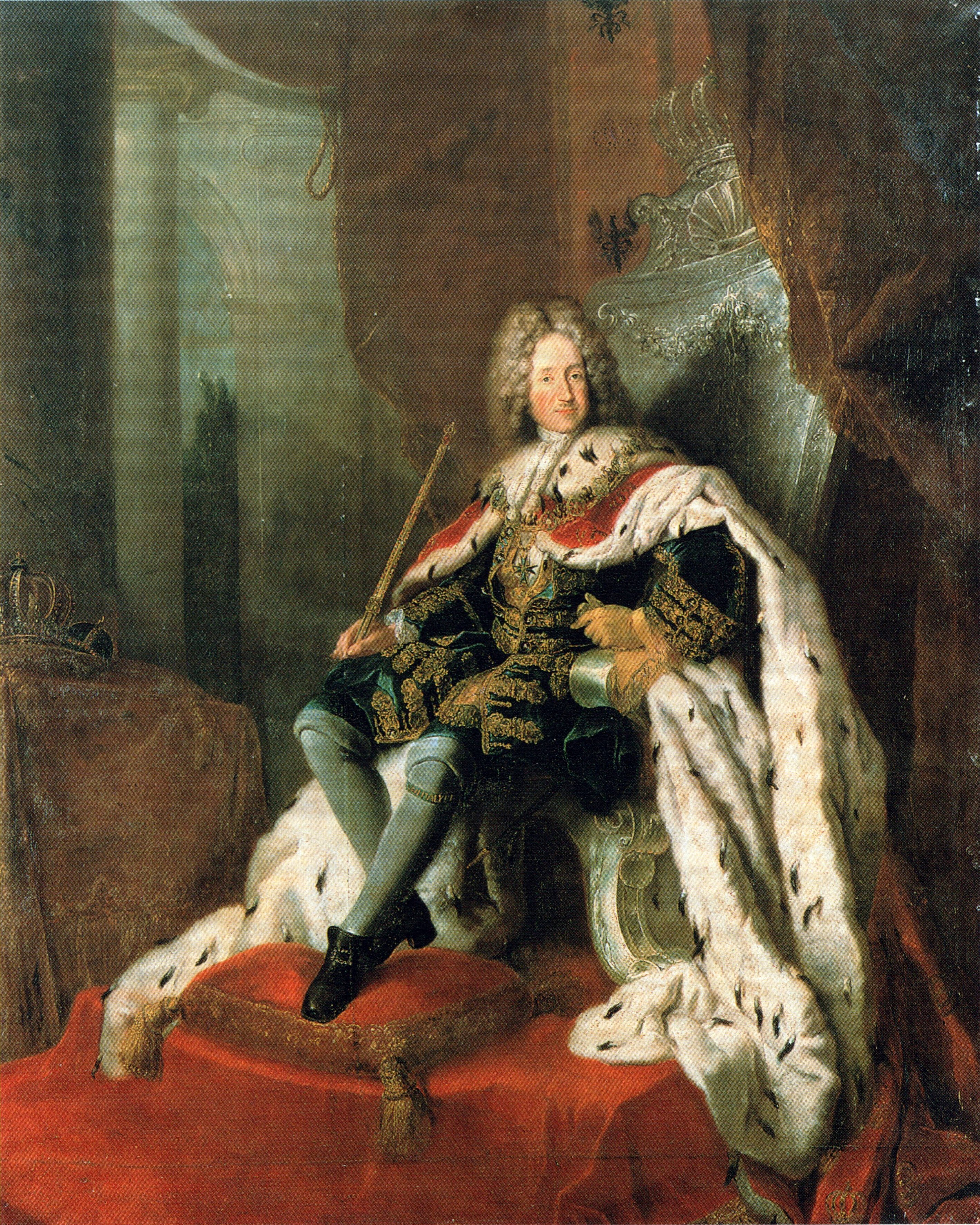
Фридрих I, король Пруссии. До 1713. Холст, масло. Дворец Сан-Суси, Потсдам
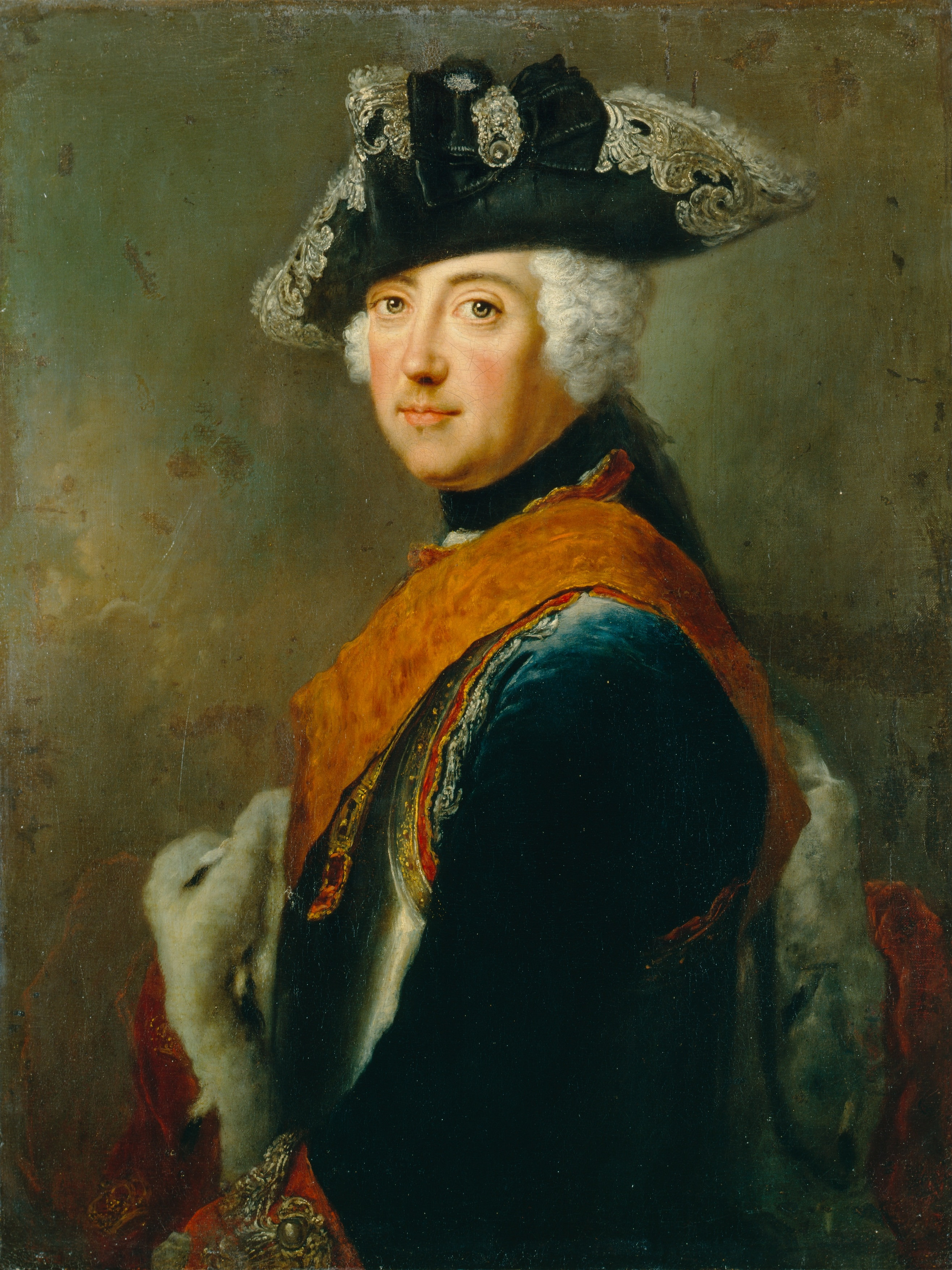
Фридрих II Прусский. 1745. Холст, масло. Дворец Сан-Суси, Потсдам
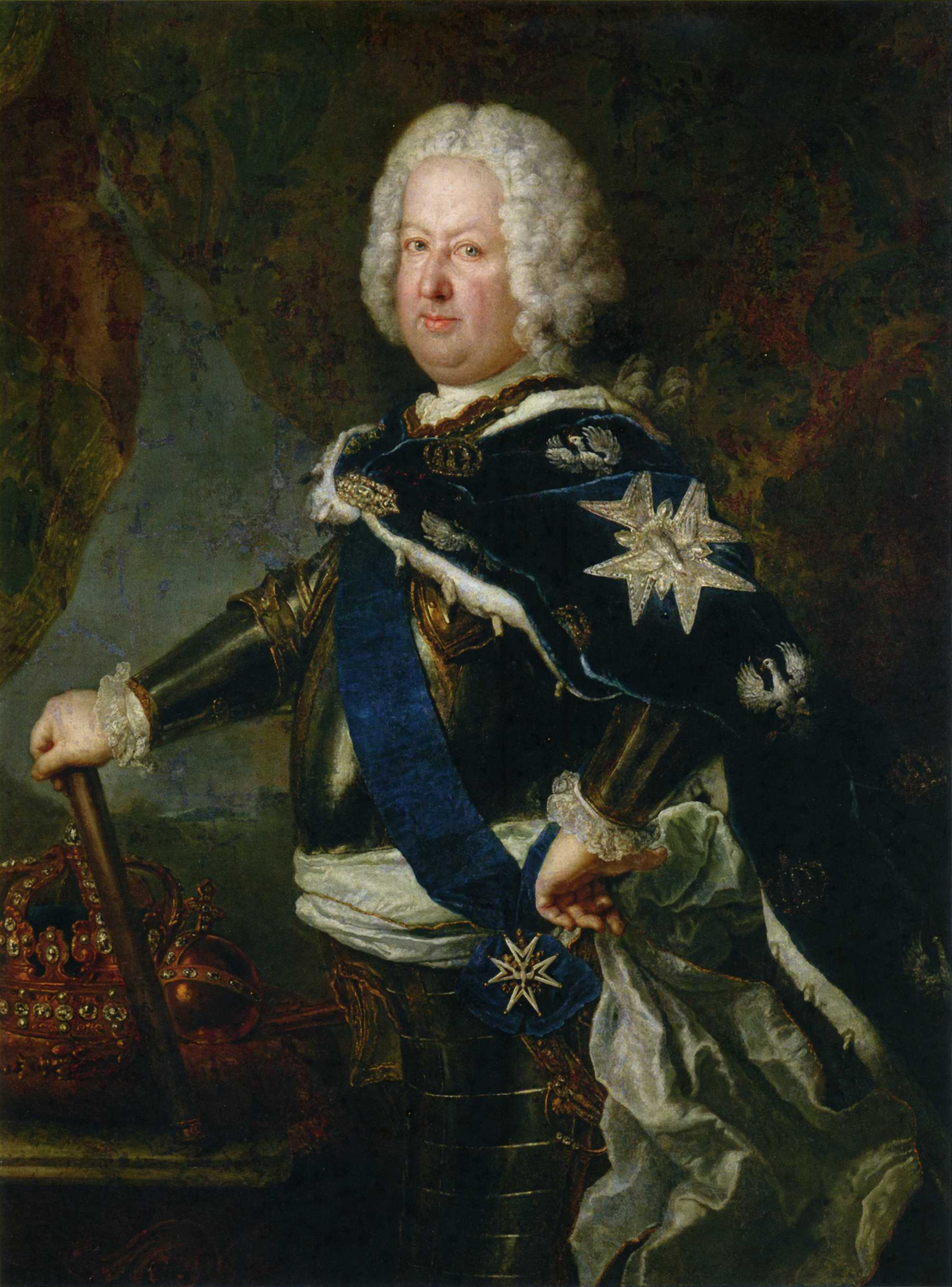
Станислав Лещинский, король Польский. Ок. 1731. Холст, масло. Дворец Сан-Суси, Потсдам
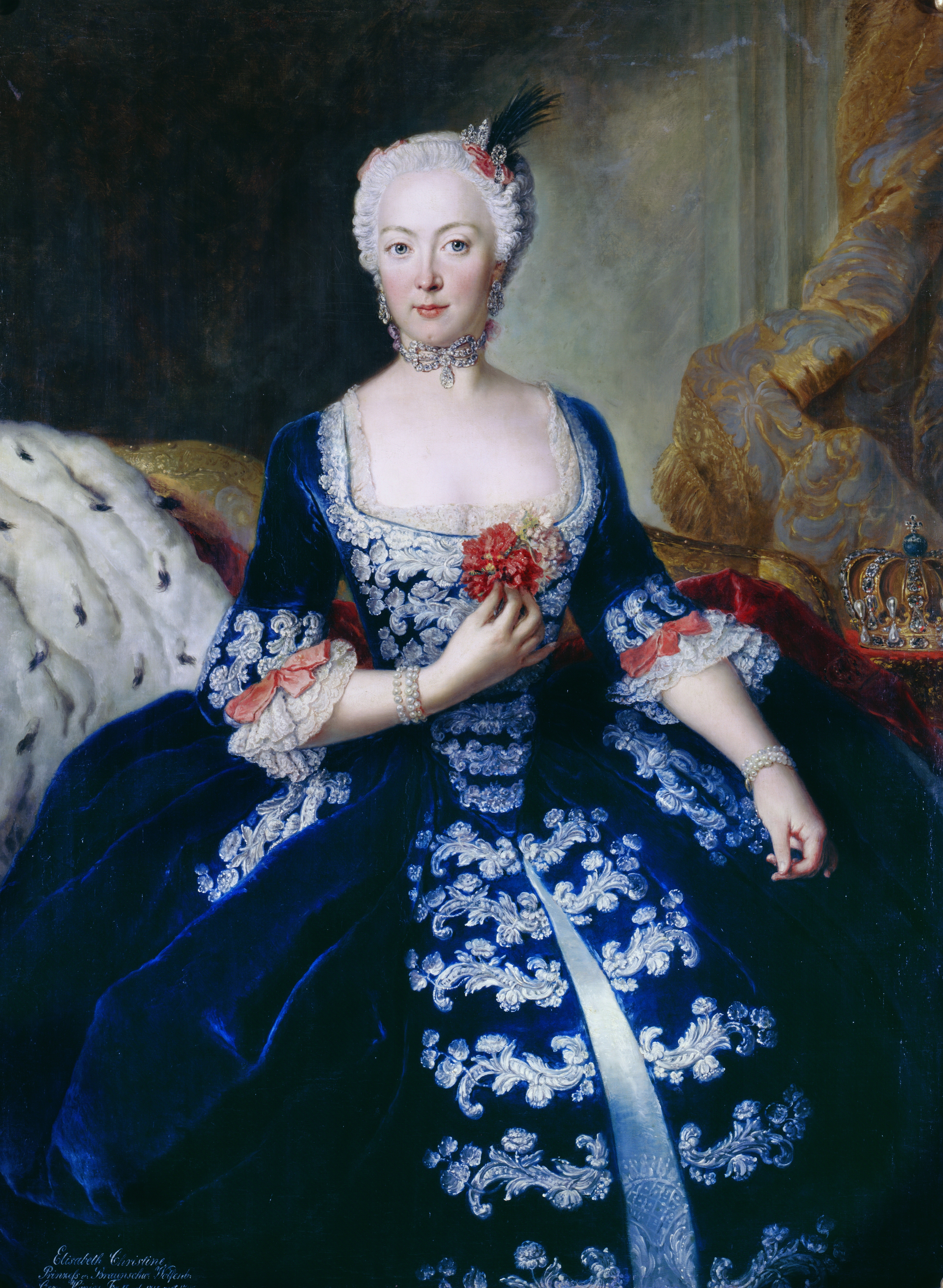
Элизабет Кристина фон Брауншвейг-Беверн. Ок. 1739. Холст, масло. Дворец Сан-Суси, Потсдам
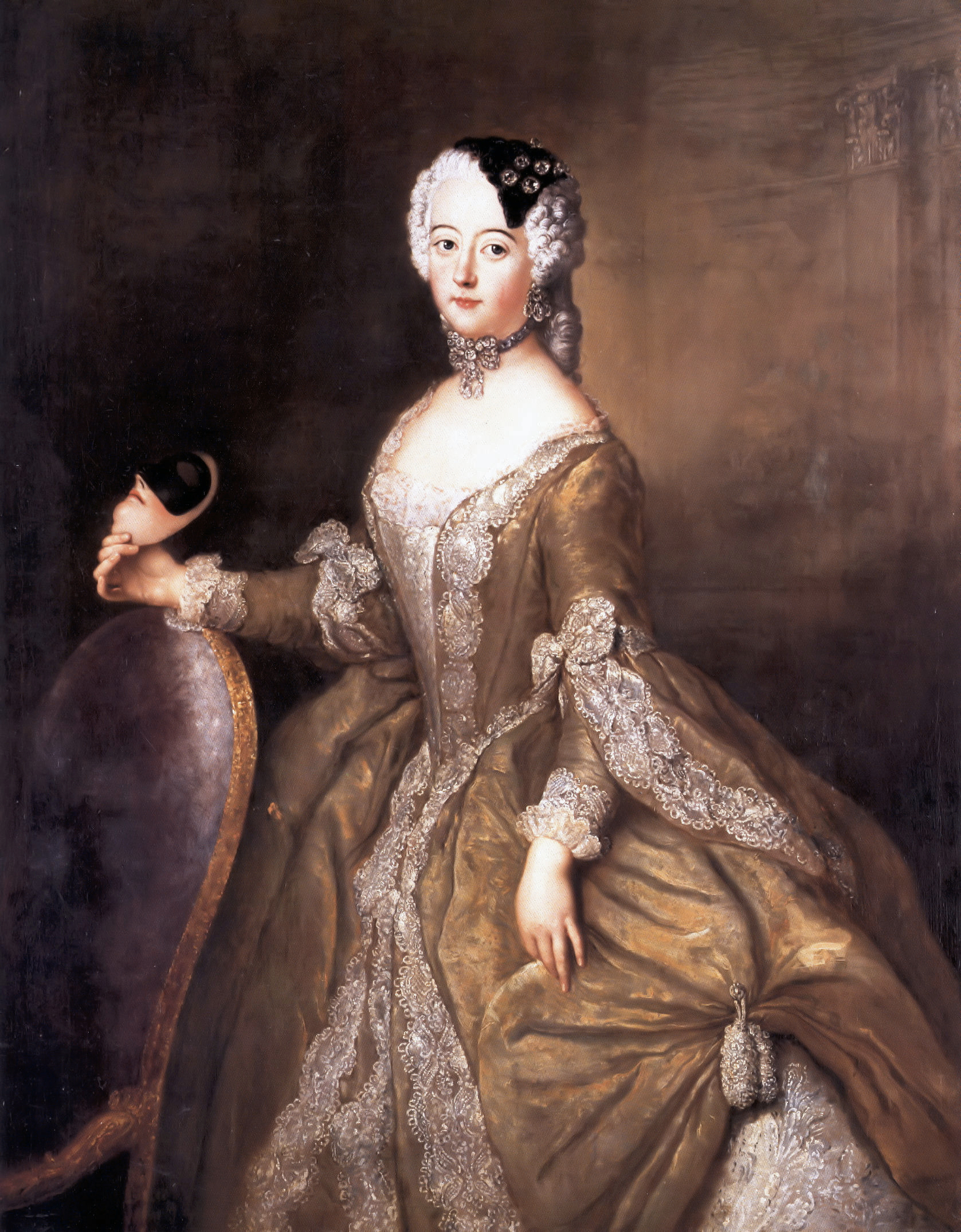
Луиза Ульрика Прусская. Ок. 1744. Холст, масло. Берлинская картинная галерея
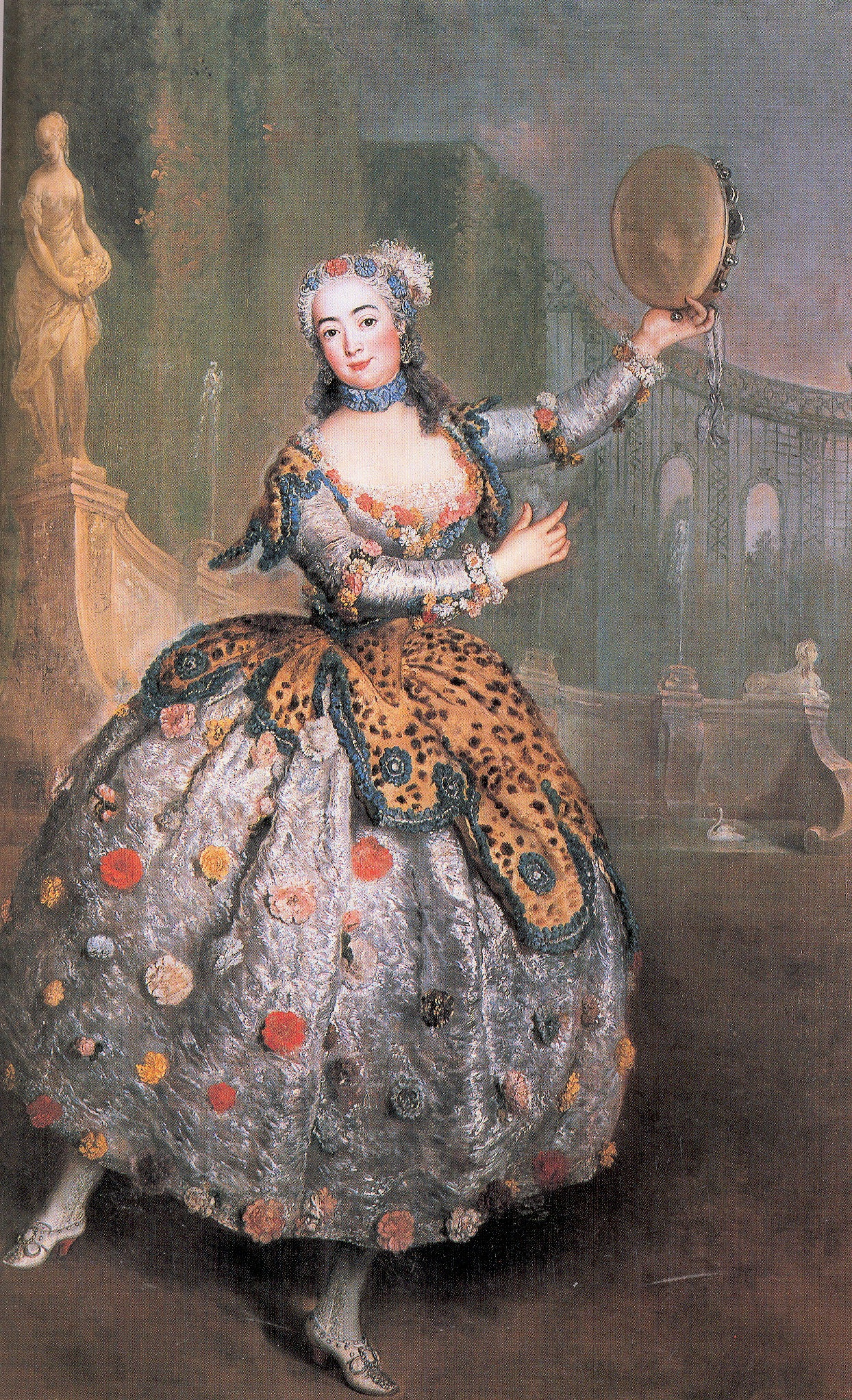
«Барбарина». Портрет танцовщицы Барбары Кампанини. Ок. 1745. Холст, масло. Дворец Шарлоттенбург, Берлин
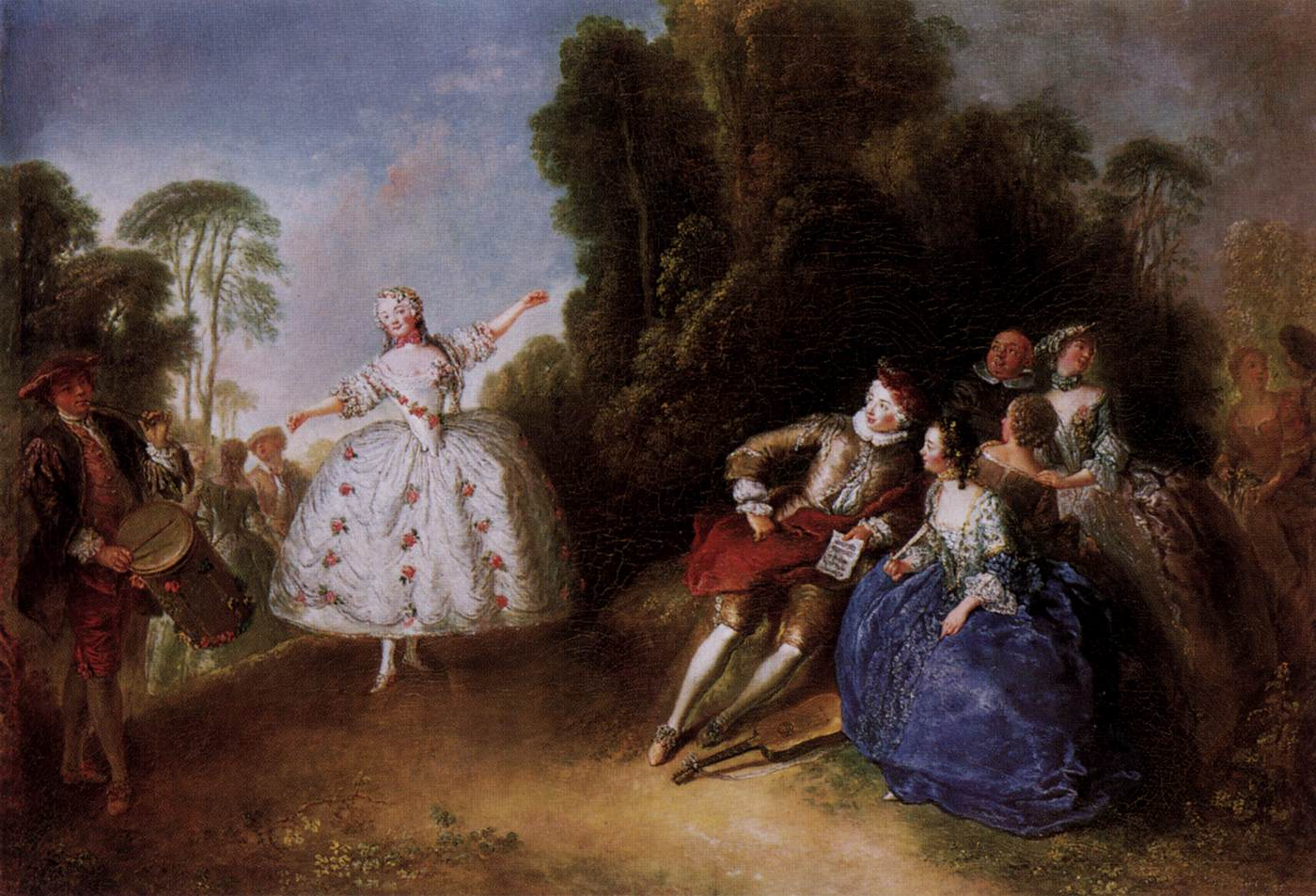
Марианна Кошуа. Ок. 1750. Холст, масло. Дворец Шарлоттенбург, Берлин
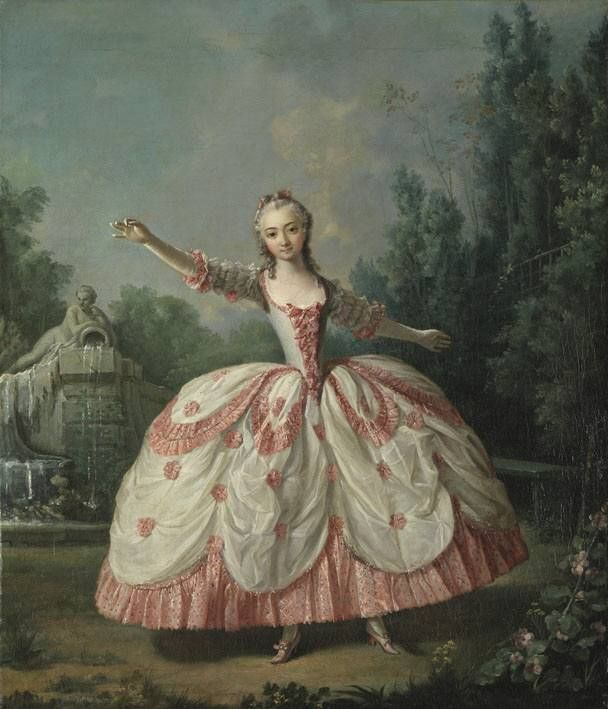
Танцовщица Марианна Кошуа. Ок. 1723. Баварские государственные собрания картин, Мюнхен
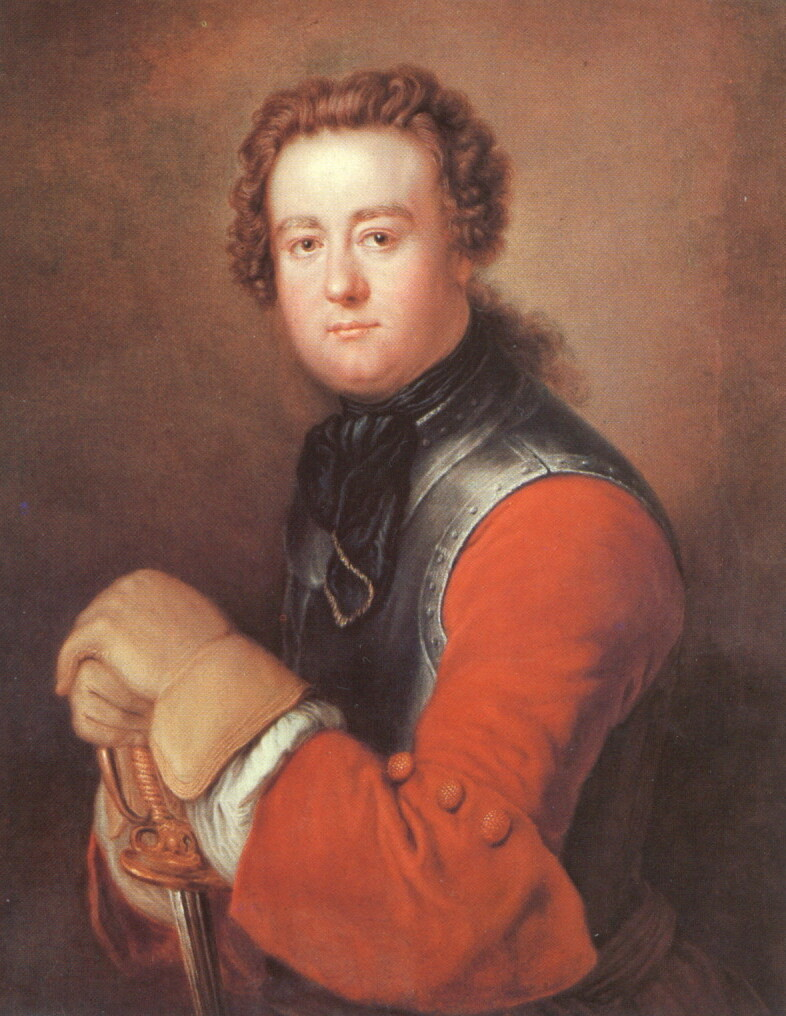
Георг Венцеслаус фон Кнобельсдорф. 1737. Холст, масло. Музей Дорна, Нидерланды
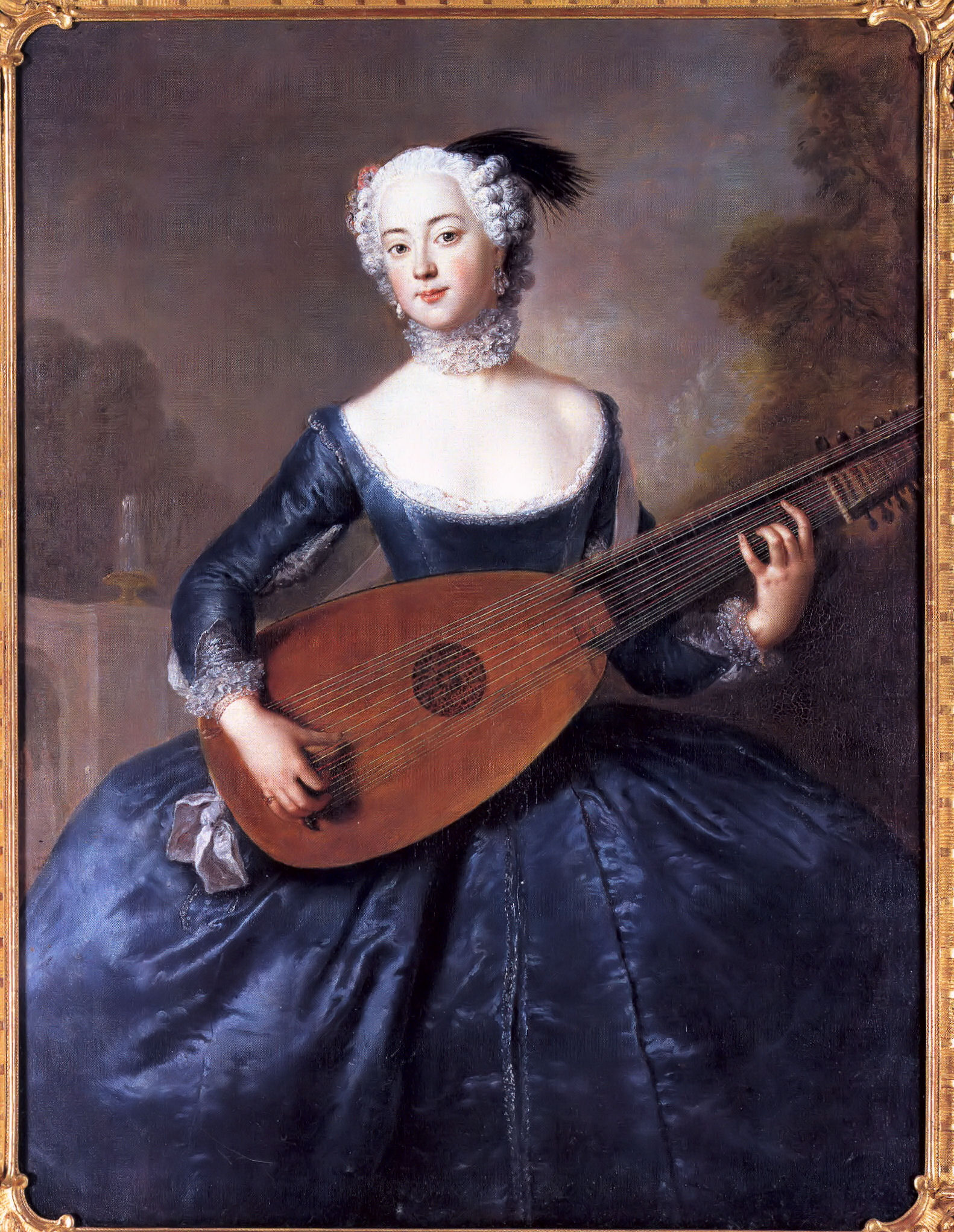
Портрет Элеоноры Луизы Альбертины, графини фон Шлибен-Зандитен, фрейфрау фон Кейзерлингк. Ок. 1745. Холст, масло. Дворец Шарлоттенбург, Берлин
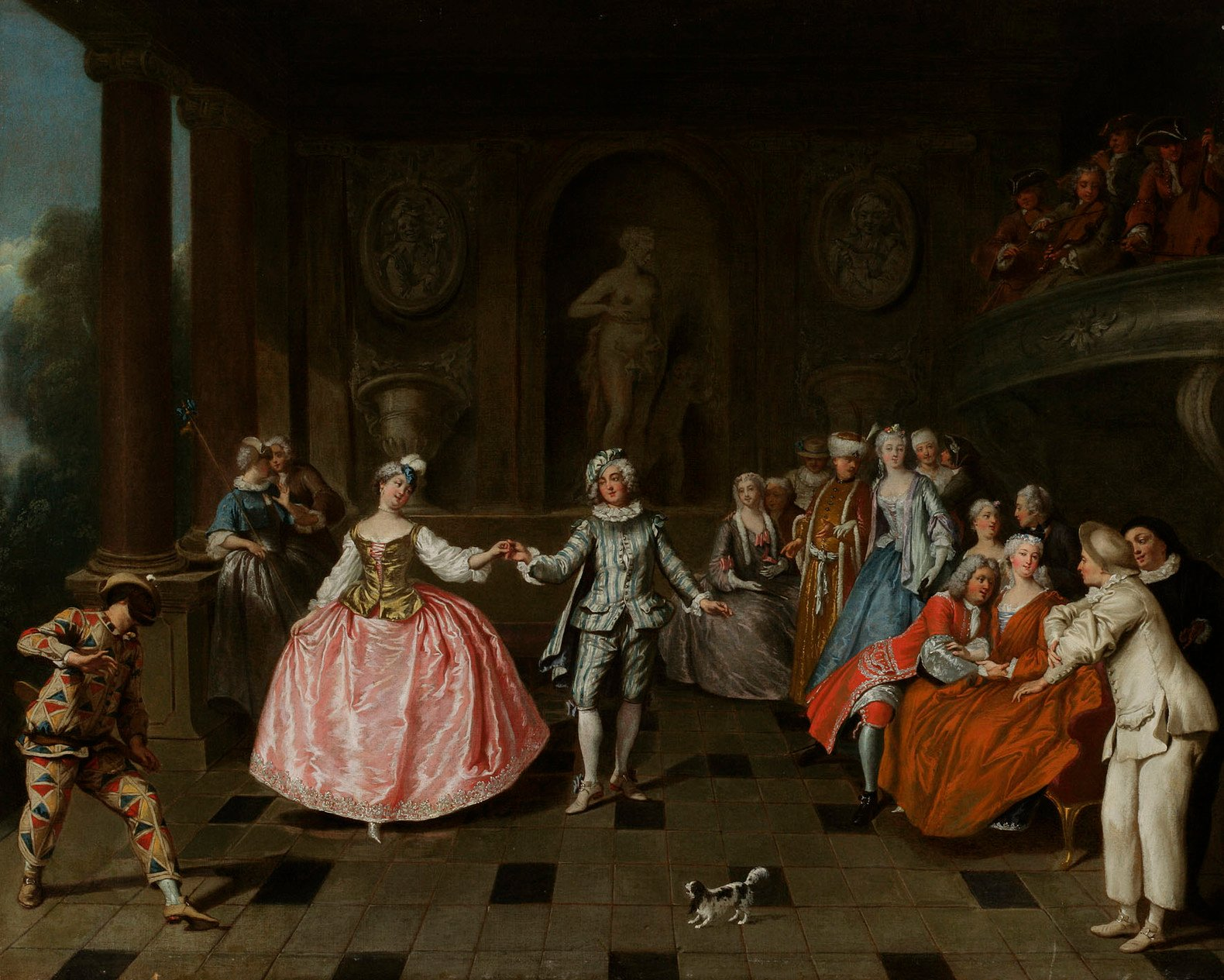
Бал-маскарад. Атенеум, Хельсинки